# Caryota elegans
Espèce
Synonymes
Caryota elegans Hort. ex H.Wendl., Palmiers [Kerchove] 238, nomen. (1878).
Caryota elegans est une espèce de plantes de la famille des Arecaceae.
POWO considère le nom de l'espèce comme non placé, c'est-à-dire qu'on ne peut ni le rejeter, ni le mettre en synonymie.

## Publication originale
- G. Schaedtler, Hamburger Garten- Blumenzeitung, vol. 31, no 111 (1875).